# The Orb
The Orb — британский электронно-музыкальный коллектив. В 2002 году альбом The Orb's Adventures Beyond the Ultraworld был включён в рейтинг «25 главных эмбиент альбомов всех времён» (англ. The 25 Most Influential Ambient Albums Of All Time). Коллектив создаёт музыку, относящуюся к стилю эмбиент-даб.

## История
Группа образована в 1988 году в Лондоне, Великобритания. Доктор Алекс Патерсон (настоящее имя Данкэн Роберт Алекс Патерсон) — вокал, клавишные, программное обеспечение. Джимми Коти — синтезатор, программное обеспечение, перкуссия. Фактически, Orb — это один человек, Алекс Патерсон, специализирующийся на эмбиент и хаус-музыке. Он работал на фирме EG Records, был роуди у Killing Joke, играл в Bloodsport (и также выполнял функции роуди у Джимми Коти, которого пригласил помощником для своего проекта Orb). Впервые композиция Orb ''Tripping On Sunshine'' появилась на сборнике фирмы Wau! ''Eternity Project'', однако под названием Orb первая самостоятельная работа вышла в 1989 году (это мини-альбом ''Kiss'', который также выпустила фирма Wau!). В тот период наибольший успех имела композиция ''A Huge Ever-Growing Pulsating Brain Which Rules From The Centre Of The Underworld'', в которой Патерсон сумел скомбинировать приемы прогрессивного рока и элементами эмбиент и техно.
Orb подписали контракт с фирмой Big Life, но в апреле 1990 года Коти ушел, оставив Патерсона в одиночестве. Коти предложил Патерсону сотрудничество со своим новым проектом KLF Communications, а когда Патерсон отказался, самостоятельно записал альбом ''Space'', который должен был стать первым полнометражным диском Orb (при этом Коти даже не отметил авторство Патерсона в композициях диска). Тем временем Патерсон записал следующий сингл ''Little Fluffy Clouds'', который вызвал неодобрение Рики Ли Джонс, фрагменты из интервью которой, вспоминающей о своём детстве на Юго-Западе США были использованы в композиции.

### Ранние годы
Алекс Патерсон занялся музыкой профессионально еще в начале восьмидесятых — он играл с пост-панк-группой Killing Joke; на басу в этой команде работал его друг детства, Мартин Гловер. Покинув Killing Joke в 1986-м, Патерсон познакомился с будущим участником группы «KLF» Джимми Коти; вдвоем они начали диджействовать и выпускать собственную музыку под именем 'The Orb'. Первая их запись вышла в 1988-м — «Tripping on Sunshine», своеобразный гимн эйсид-хауса. На следующий год группа выпустила диск из четырех композиций; лейблом на сей раз выступило детище Паттерсона и Гловера, «WAU! Mr. Modo Records». Еще некоторое время спустя Патерсон и Коти в очередной раз пересмотрели свой стиль, начисто изгнав из него все ударные. Музыканты начали играть на вечерниках в Лондоне.
В 1997-м группа выступала на вечеринке российского журнала «Птюч». Событие проходило на московской арене «Лужники», также на сцену выходили американец Green Velvet и московский музыкант Compass Vrubell.

## Дискография

### Альбомы

#### Студийные
- 1991 — The Orb’s Adventures Beyond the Ultraworld
- 1992 — U.F.Orb
- 1995 — Orbus Terrarum
- 1997 — Orblivion
- 2001 — Cydonia
- 2003 — Back To Mine: The Orb
- 2004 — Bicycles & Tricycles
- 2005 — Okie Dokie It's The Orb On Kompakt
- 2005 — OrbSessions (сборник)
- 2007 —  The Dream
- 2009 — Baghdad Batteries
- 2010 — Metallic Spheres (совместно с Дэвидом Гилмором)
- 2011 — C BATTER C
- 2012 — The Orbserver in the Star House
- 2013 — More Tales from the Orbservatory
- 2015 — Moonbuilding 2703 AD
- 2016 — COW / Chill Out, World!
- 2018 — No Sounds Are Out of Bounds (Delux)
- 2020 — Abolition of the Royal Familia
- 2023 — Prism

#### Live
- 1993 — Live 93

### Синглы
- 1989 — A Huge Ever Growing Pulsating Brain That Rules from the Centre of the Ultraworld (EP)
- 1991 — Peel Sessions (EP)
- 1994 — Pomme Fritz (EP)
- 1995 — Orbus Terrarum
- 1996 — Peel Sessions, Vol. 2 (EP)
- 2004 — Captain Korma
- 2002 — Auntie Aubrey's Excursions Beyond The Call Of Duty Pt 2
- 2009 — DDD (Dirty Disco Dub)

### FFWD (The Orb иРоберт Фрипп)
- 1994 — FFWD